# 어른고기
"어른고기"(The Adults"s Flesh)는 한국에서 제작된 정기정 감독의 2011년 영화이다. 형영선 등이 주연으로 출연하였고 김훈 등이 제작에 참여하였다.

## 출연

### 주연
- 형영선
- 최서영
- 황재하
- 정민석
- 임성은
- 박예담
- 차인택
- 강민구
- 이혜린
- 김나연

## 기타
- 조연출: 황선영
- 조명: 정기욱
- 동시녹음: 박진수
- 동시녹음: 이수정
- 동시녹음: 김건우
- 음향: 오남훈
- 미술: 박상화
- 특수효과: 이상하
- 분장: 이운배